# Liste de racines grecques (lettre B)
Pour un article plus général, voir Racine grecque.
| Racine                                                                 | Origine grecque                                                                       | Sens | Exemples de mots comportant la racine |
| ---------------------------------------------------------------------- | ------------------------------------------------------------------------------------- | --- | --- |
| -bacter-                                                               | βακτηρία (baktêría) ; βάκτρον (báktron)                                               | Bâton ; bâton pour la marche | voir -bactéri- |
| -bactéri- ; -bacter- ; bactro-                                         | βακτηρία (Baktêría) ; βάκτρον (báktron)                                               | Bâton ; bâton pour la marche | Bactérie, Bactériologie, Bactériophage, Cyanobactérie, Mycobactérie ; Acetobacter, Enterobacter, Flavobacterium ; Bactromancie, Bactrosaurus |
| bactro-                                                                | βακτηρία (baktêría) ; βάκτρον (báktron)                                               | Bâton ; bâton pour la marche | voir -bactéri- |
| bagn-                                                                  | βαλανεῖον (balaneĩon)                                                                 | (Salle de) Bain | voir balné(o)- |
| baign-                                                                 | βαλανεῖον (balaneĩon)                                                                 | (Salle de) Bain | voir balné(o)- |
| baill-                                                                 | βαλιός (balíos)                                                                       | Moucheté, tacheté, rapide | voir bali- |
| bain                                                                   | βαλανεῖον (balaneĩon)                                                                 | (Salle de) Bain | voir balné(o)- |
| -bal- ; -blèm- ; -ble ; -bole, -bol-, -bolo ; bélo- , bélon- ; bélemn- | βάλλω (bállô) → βόλος (bólos) ; βέλος (bélos) ; βελόνη (belónè) ; βέλεμνον (bélemnon) | Jeter, lancer, renverser, transpercer → fait de lancer, filet ; projectile, dard, épée, flèche ; aiguille, pointe ; trait, javelot, hache | Baliste, Balistique, Arbalète, Arbalétrier ; Astroblème, Emblème, Problème ; Diable ; Bolide, Bolomètre, Amphibole, Anabolisant, Carpobole, Catabolisme, Collembole, Criobole, Diabolique, Diabole, Diabolo, Discobole, Élaphébolion, Embole, Embolie, Embolismique, Hyperbole, Hyperbolique, Hypobole, Métabole, Métabolisme, Obole, Parabole, Parabolique, Parembole, Péribole, Probole, Pyrobole, Symbole, Taurobole ; Bélonéphobie, Bélonidés, Bélostome ; Bélemnite |
| -balan- ; -bolan-                                                      | βάλανος(bálanos)                                                                      | Gland | Balane, Balanifère, Balanin, Balanique, Balanite, Balanoglosse, Balanophore, Balanorrhée, Dryobalanops, Myrobalan ; Mirobolant, Myrobolan |
| balein-                                                                | φάλαινα1(phálaina)                                                                    | baleine | Baleine, Baleinière, Baleinoptère |
| bali- ; baill-                                                         | βαλιός (balíos)                                                                       | Moucheté, tacheté, rapide | Baillet, Oligobalius |
| balné(o)- ; bagn- ; baign- ; bain                                      | βαλανεῖον(balaneĩon)                                                                  | (Salle de) Bain | Balnéaire, Balnéothérapie ; Bagnard, Bagne ; Baigner ; Bain |
| balsam- ; -baum-                                                       | βάλσαμον (bálsamon)                                                                   | Baumier | Balsamine, Balsamique, Balsamodendron, Balsamum, Balsamyrrhé ; Baume, Baumier, Embaumement, Embaumer, Embaumeur |
| -bar-                                                                  | βάρος(báros) ; βαρύς(barús)                                                           | Pesanteur, poids ; lourd | voir baro- |
| barbar-                                                                | βάρβαρος (bárbaros)                                                                   | Étranger, barbare, grossier | Barbare, Barbarie |
| -bare-                                                                 | βάρος(báros) ; βαρύς (barús)                                                          | Pesanteur, poids ; lourd | voir baro- |
| baro- ; -bar- ; -bare- ; bary- ; -vari                                 | βάρος(báros) ; βαρύς (barús)                                                          | Pesanteur, poids ; lourd | Barocline, Barographe, Baromètre, Barorécepteur, Barotropie ; Bar, Bariatrie, Millibar ; Baresthésie, Hyperbare, Hypobare, Isallobare, Isobare, Monobare ; Barycentre, Barye, Baryon, Baryton, Baryum ; Charivari |
| bary-                                                                  | βάρος(báros) ; βαρύς(barús)                                                           | Pesanteur, poids ; lourd | voir baro- |
| -bas-, -base                                                           | βαίνω (baínô) → βάσις (básis) ; βῆμα (bễma)                                           | Marcher → marche, allure, pieds, base, piédestal ; pas                                                                                    | voir -bat- |
| basa-                                                                  | βάσανος (básanos)                                                                     | Pierre de touche, chevalet, épreuve, torture                                                                                              | Basalte |
| basid-                                                                 | βαίνω (baínô) → βάσις (básis) ; βῆμα (bễma)                                           | Marcher → marche, allure, pieds, base, piédestal ; pas                                                                                    | voir -bat- |
| basil-1 ; Vassil-                                                      | βασιλεύς (basileús)                                                                   | Roi | Basile, Basilic, Basilique ; Vassili |
| basil-2                                                                | βαίνω (baínô) → βάσις ; βῆμα (bễma)                                                   | Marcher → marche, allure, pieds, base, piédestal ; pas                                                                                    | voir -bat- |
| -bat-, -bate ; -base, -bas- ; basid- ; basil-2 ; -bène ; béma-         | βαίνω (baínô) → βάσις (básis) ; βῆμα (bễma)                                           | Marcher → marche, allure, pieds, base, piédestal ; pas                                                                                    | Acrobate, Adiabatique, Agrobate, Anémobate, Calobate, Chirobate, Chorobate, Dendrobate, Épibate, Hyperbate, Hypnobate, Métrobate, Myliobate, Nyctobate, Onirobate, Pélobate, Philobate, Rhinobate, Stéréobate, Stylobate ; Base, Basique, Basophile, Anabase, Catabase, Chloribase, Diabase, Dibase, Ecbase, Exobase, Gynobase, Isobase, Métabase, Monobase, Morphine-base, Oxybase, Panabase, Parabase, Prébase, Rhéobase, Sarcobase, Sélénibase, Sulfobase ; Baside, Basidiomycète, Basidiospore ; Basilaire ; Amphisbène ; Bématiste |
| -bathe                                                                 | βαθύς(bathús) ; βυθός (buthós), βυσσός (bussós)                                       | Profond ; fond, abîme, fond de la mer | voir bathy- |
| batho-                                                                 | βαθύς(bathús) ; βυθός (buthós), βυσσός (bussós)                                       | Profond ; fond, abîme, fond de la mer | voir bathy- |
| bathy- ; batho-, -bathe ; -byss-1 ; -byme ; -bîme-                     | βαθύς(bathús) ; βυθός (buthós), βυσσός (bussós)                                       | Profond ; fond, abîme, fond de la mer | Bathymétrie, Bathyscaphe, Bathysphère ; Bathochrome, Isobathe ; Abyssal, Abysse, Abyssopélagique ; Abyme ; Abîme, Abîmer |
| batrac-                                                                | βάτραχος (bátrachos)                                                                  | Grenouille | voir batrach- |
| batrach- ; batrac-                                                     | βάτραχος (bátrachos)                                                                  | Grenouille | Batrachite, Batrachochytrium, Batrachomyomachie ; Batracien |
| batto-                                                                 | Βάττος (Báttos)                                                                       | Battos (roi de Cyrène, bègue) | Battologie |
| baum-                                                                  | βάλσαμον (bálsamon)                                                                   | Baumier | voir balsam- |
| -be1                                                                   | βοῦς(boũs) ; βουκόλος (boukólos)                                                      | Bovin (indifféremment bœuf ou vache) ; bouvier                                                                                            | voir bu- |
| -be2                                                                   | βίος (bíos)                                                                           | Vie | voir -bio- |
| bélemn-                                                                | βάλλω (bállô) → βόλος (bólos) ; βέλος (bélos) ; βελόνη (belónè) ; βέλεμνον (bélemnon) | Jeter, lancer, renverser, transpercer → fait de lancer, filet ; projectile, dard, épée, flèche ; aiguille, pointe ; trait, javelot, hache | voir -bal- |
| bélo, bélon-                                                           | βάλλω (bállô) → βόλος (bólos) ; βέλος (bélos) ; βελόνη (belónè) ; βέλεμνον (bélemnon) | Jeter, lancer, renverser, transpercer → fait de lancer, filet ; projectile, dard, épée, flèche ; aiguille, pointe ; trait, javelot, hache | voir -bal- |
| béma-                                                                  | βαίνω (baínô) → βάσις (básis) ; βῆμα (bễma)                                           | Marcher → marche, allure, pieds, base, piédestal ; pas                                                                                    | voir -bat- |
| -bène                                                                  | βαίνω (baínô) → βάσις (básis) ; βῆμα (bễma)                                           | Marcher → marche, allure, pieds, base, piédestal ; pas                                                                                    | voir -bat- |
| -benth-                                                                | βένθος(bénthos)                                                                       | Profondeur (de la mer) | Benthique, Benthos, Benthoscope, Abyssobenthique, Phytobenthos, Zoobenthos |
| béot-                                                                  | Βοιωτία (Boiôtía)                                                                     | Béotie (district régional de la Grèce centrale)                                                                                           | Béotie, Béotien |
| -béryl-                                                                | βήρυλλος (bếrullos)                                                                   | Pierre précieuse d'un vert de mer, aigue-marine ou émeraude                                                                               | Béryl, Bérylliose, Béryllium, Chrysobéryl |
| -bet ; bêta-                                                           | βῆτα (bếta)                                                                           | Lettre grecque bêta (β, B) | Alphabet ; Bêta1, Bêta2, Bêtabloquant, Bêtacarotène, Bêtaglobuline, Bêta-récepteur, Bêta-test, Bêtatron, Bêta-2-mimétique |
| bêta-                                                                  | βῆτα (bếta)                                                                           | Lettre grecque bêta (β, B) | voir -bet |
| bible                                                                  | βιβλίον (biblíon)                                                                     | Livre | voir biblio- |
| biblio- ; bible                                                        | βιβλίον (biblíon)                                                                     | Livre | Bibliographie, Bibliophilie, Bibliotaphe, Bibliothèque ; Bible |
| -bie                                                                   | βίος (bíos)                                                                           | Vie | voir -bio- |
| -bîme-                                                                 | βαθύς(bathús) ; βυθός (buthós), βυσσός (bussós)                                       | Profond ; fond, abîme, fond de la mer | voir bathy- |
| -bio- ; -bie ; -be2 ; -bite, -bita                                     | βίος (bíos)                                                                           | Vie | Biodégradable, Biographie, Biologie, Biomasse, Biométrie, Biopsie, Agrobiologie, Biotope, Antibiotique, Antibiothérapie, Astrobiologie, Chronobiologie, Cryptobiose, Diplobionte, Électrobiologie, Ethnobiologie, Exobiologie, Géobiologie, Haplobionte, Haplodiplobiontique, Hémobiologie, Hydrobiologie, Macrobiotique, Microbiologie, Microbiote, Neurobiologie, Paléobiogéographie, Paléobiologie, Photobiologie, Phytobiologie, Potamobiologie, Prébiotique, Probiotique, Radiobiologie, Sociobiologie, Symbiose, Symbiote, Xénobiotique ; Aérobie, Anaérobie, Amphibie, Anobie, Cénobie, Dendrobie, Hématobie, Hydrobie, Hygrobie, Lithobie, Nécrobie, Thalassibie ; Microbe, Macrobe ; Cénobite, Macrobite, Coenobita |
| bisco-, bischo-                                                        | ἐπίσκοπος (épískopos)                                                                 | Surveillant, intendant, superviseur, évêque                                                                                               | voir épiscop- |
| -bita, -bite                                                           | βίος (bíos)                                                                           | Vie | voir -bio- |
| -biz-                                                                  | πούς, -οδός (poús, -odós)                                                             | Pied | voir -podo- |
| blas-                                                                  | βλάπτω (bláptô)                                                                       | Endommager, nuire | Blasphème |
| -blast(o)-                                                             | βλάστη (blástê)                                                                       | Bourgeon, germe | Blastocyste, Blastomère, Blastopore, Neuroblastome, Ostéoblaste, Rétinoblastome |
| -ble1                                                                  | βάλλω (bállô) → βόλος (bólos) ; βέλος (bélos) ; βελόνη (belónè) ; βέλεμνον (bélemnon) | Jeter, lancer, renverser, transpercer → fait de lancer, filet ; projectile, dard, épée, flèche ; aiguille, pointe ; trait, javelot, hache | voir -bal- |
| -ble2                                                                  | πόλις (pólis)                                                                         | Ville, cité | voir -poli- |
| -blèm-                                                                 | βάλλω (bállô) → βόλος (bólos) ; βέλος (bélos) ; βελόνη (belónè) ; βέλεμνον (bélemnon) | Jeter, lancer, renverser, transpercer → fait de lancer, filet ; projectile, dard, épée, flèche ; aiguille, pointe ; trait, javelot, hache | voir -bal- |
| blenn(o)-                                                              | βλέννα (blénna)                                                                       | Morve, mucus | Blennie, Blennorragie, Blennorrhée |
| bléphar(o)-                                                            | βλέφαρον (blépharon)                                                                  | Paupière | Blépharite, Blépharoplastie, Blépharospasme |
| boé-                                                                   | βοή (boế)                                                                             | Cri | Boédromion |
| -bol-                                                                  | βάλλω (bállô) → βόλος (bólos) ; βέλος (bélos) ; βελόνη (belónè) ; βέλεμνον (bélemnon) | Jeter, lancer, renverser, transpercer → fait de lancer, filet ; projectile, dard, épée, flèche ; aiguille, pointe ; trait, javelot, hache | voir -bal- |
| -bolan-                                                                | βάλανος (bálanos)                                                                     | Gland | voir -balan- |
| -bole                                                                  | βάλλω (bállô) → βόλος (bólos) ; βέλος (bélos) ; βελόνη (belónè) ; βέλεμνον (bélemnon) | Jeter, lancer, renverser, transpercer → fait de lancer, filet ; projectile, dard, épée, flèche ; aiguille, pointe ; trait, javelot, hache | voir -bal- |
| bolet-                                                                 | βωλήτης (bôlếtês)                                                                     | Champignon, bolet | Bolet, Bolétacée, Boletales |
| -bolo                                                                  | βάλλω (bállô) → βόλος (bólos) ; βέλος (bélos) ; βελόνη (belónè) ; βέλεμνον (bélemnon) | Jeter, lancer, renverser, transpercer → fait de lancer, filet ; projectile, dard, épée, flèche ; aiguille, pointe ; trait, javelot, hache | voir -bal- |
| bomb-1 ; bonb-                                                         | βόμβος (bómbos)                                                                       | Bruit sourd, bourdonnement | Bombarde, Bombardement, Bombardier, Bombe ; Bonbonne |
| bomb-2                                                                 | βόμβυξ(bómbux)                                                                        | Insecte bourdonnant, ver à soie, soie, flûte                                                                                              | Bombycidé, Bombyx |
| bonb-                                                                  | βόμβος(bómbos)                                                                        | Bruit sourd, bourdonnement | voir bomb-1 |
| -bor- ; -brom-2                                                        | βιβρώσκω (bibrốskô) → βρῶμα (brôma) ; βορά (borá) ; βορός (borós)                     | Dévorer, manger avec avidité → nourriture, aliment, repas ; pâture, nourriture ; vorace, glouton                                          | Ouroboros ; Brome, Bromure, Theobroma, Théobromine |
| borbor-                                                                | βόρβορος (bórboros) ; βορβορυγμός (borborugmós)                                       | Fange, bourbier ; bruit des intestins, borborygme                                                                                         | Borborygme |
| -boré-                                                                 | βορέας (boréas)                                                                       | Borée, vent du nord-nord-ouest | Boréal, Hyperboréal, Hyperboréen |
| -bosc-, probosc-                                                       | βόσκω (bóskô) → προβοσκίς (proboskís)                                                 | Faire paître, nourrir → trompe d'éléphant                                                                                                 | Proboscidé, Proboscidea, Proboscidien, Proboscis |
| bostrych-                                                              | βόστρυχος (bóstrukhos)                                                                | Boucle de cheveux, frisure | Bostryche |
| -botan-                                                                | βοτάνη (botánê)                                                                       | Herbe à paître, pâturage | Botanique, Botaniste, Ethnobotanique, Paléobotanique |
| -bothri-                                                               | βόθρος(bóthros) ; βοθρίον (bóthrion)                                                  | Trou ; Petite fosse, petite cavité | Bothriocéphale, Bothriops, Acanthobothrie |
| bou-                                                                   | βοῦς(boũs) ; βουκόλος (boukólos)                                                      | Bovin (indifféremment bœuf ou vache) ; bouvier                                                                                            | voir bu- |
| -boul-                                                                 | βουλή (boulế)                                                                         | Volonté, détermination | Aboulie |
| boulimi-                                                               | βουλιμία,(boulimía)                                                                   | Faim dévorante, boulimie | Boulimie, Boulimique |
| bours- ; burs-                                                         | βύρσα (búrsa)                                                                         | Peau apprêtée, cuir, outre | Bourse, Bourses ; Bursectomie, Bursite |
| boutiqu-                                                               | θήκη(thếkê)                                                                           | Armoire, boîte, coffre, écrin | voir -thèque |
| brachi(o)-                                                             | βραχίων(brakhíôn)                                                                     | Bras | Brachial, Brachiation, Brachiopode, Brachioptère |
| brachist-                                                              | βραχύς (brakhús) → βράχιστος (brákhistos)                                             | Court → le plus court | voir brachy- |
| brachy- ; brachist-                                                    | βραχύς (brakhús) → βράχιστος (brákhistos)                                             | Court → le plus court | Brachycéphale, Brachyceratops, Brachydactylie, Brachylogie, Brachyoure ; Brachistochrone |
| brady-                                                                 | βραδύς (bradús)                                                                       | Lent | Bradycardie, Bradykinésie, Bradylalie, Bradype, Bradypepsie, Bradyphémie, Bradypnée |
| -branche                                                               | βράγχος(brágkhos) ; βράγχιον (brágkhion) (singulier) ; βράγχια (brágkhia) (pluriel)   | Trachée-artére ; nageoire ; bronches, branchies                                                                                           | voir branchio- |
| branchi-                                                               | βράγχος(brágkhos) ; βράγχιον (brágkhion) (singulier) ; βράγχια (brágkhia) (pluriel)   | Trachée-artére ; nageoire ; bronches, branchies                                                                                           | voir branchio- |
| branchio- ; branchi- ; -branche                                        | βράγχος(brágkhos) ; βράγχιον (brágkhion) (singulier) ; βράγχια (brágkhia) (pluriel)   | Trachée-artère; nageoire ; bronches, branchies                                                                                            | Branchiopode ; Branchies ; Cryptobranche, Cténobranche, Cyclobranche, Cystibranche, Dermobranche, Élatobranche, Endobranche, Gymnobranche, Holobranche, Homobranche, Hydrobranche, Hypobranche, Lamellibranche, Lophobranche, Notobranche, Opisthobranche, Podobranche, Ptérobranche, Scutibranche |
| bregm-                                                                 | βρέγμα (brégma)                                                                       | Sommet de la tête, fontanelle, infusion                                                                                                   | Bregma |
| -brom-1                                                                | βρῶμος (brỗmos)                                                                       | Puanteur | Bromargyrite, Brome, Bromhidrose Bromhydrate, Bromocriptine, Bromure, Pentabromure, Tétrabromométhane |
| -brom-2                                                                | βιβρώσκω (bibrốskô) → βρῶμα (brôma) ; βορά (borá) ; βορός (borós)                     | Dévorer, manger avec avidité → nourriture, aliment, repas ; pâture, nourriture ; vorace, glouton                                          | voir -bor- |
| bronch(o)-                                                             | βρόγχος(brógkhos) ; βρογχία (Brogkhía)                                                | Trachée-artère ; Bronches | Bronches, Bronchite, Bronchoscopie |
| bront(o)-                                                              | βροντή (brontế)                                                                       | Tonnerre | Brontique, Brontolithe, Brontomètre, Brontophobie, Brontosaure, Brontothère, Brontotherium |
| -brote                                                                 | βροτός (brotós)                                                                       | Mortel, homme | Stésimbrote |
| bruxo- ; bryc-                                                         | βρύκω (brúkô) → βρυγμός (brugmós)                                                     | Mordre, grincer des dents → morsure, grincement de dents                                                                                  | Bruxisme, Bruxomanie ; Brycose |
| -bry-                                                                  | βρύον (brúon) ; βρύω (brúô)                                                           | Mousse ; pousser en abondance, fermenter                                                                                                  | voir -bryo- |
| bryc-                                                                  | βρύκω (brúkô) → βρυγμός (brugmós)                                                     | Mordre, grincer des dents → morsure, grincement de dents                                                                                  | voir bruxo- |
| -bryo- ; -bry-                                                         | βρύον (brúon) ; βρύω (brúô)                                                           | Mousse ; pousser en abondance, fermenter                                                                                                  | Bryoide, Bryologie, Bryone, Bryophilinés, Bryophyte, Bryopsis, Bryozoaire, Embryogénèse, Embryon, Embryopathie ; Bryacée, Leucobryum |
| bu- ; bou- ; -be1 ; bucol-                                             | βοῦς,(boũs) ; βουκόλος (boukólos)                                                     | Bovin (indifféremment bœuf ou vache) ; bouvier                                                                                            | Bubale, Bucarde, Buccin, Bucéphale, Bucrane, Buffle, Bulithe, Bupreste, Butane, Butome, Butyle, Butyrique ; Boulimie, Boustrophédon ; Hécatombe ; Bucolique, Bucoliques ; voir aussi -but- |
| bubon-                                                                 | βουβών (boubốn)                                                                       | Aine, tumeur (dans l'aine), pustule, bouton                                                                                               | Bubon, Bubonique |
| bucol-                                                                 | βοῦς(boũs) ; βουκόλος (boukólos)                                                      | Bovin (indifféremment bœuf ou vache) ; bouvier                                                                                            | voir bu- |
| bulb-                                                                  | βολβός (bolbós)                                                                       | Oignon | Bulbe, Bulbeux, Bulbille |
| burs-                                                                  | βύρσα (búrsa)                                                                         | Peau apprêtée, cuir, outre | voir bours- |
| -but-                                                                  | βούτυρον(boúturon)                                                                    | Beurre, onguent | voir -butyr(o)- |
| -butyr(o)- ; -but-                                                     | βούτυρον(boúturon)                                                                    | Beurre, onguent | Butyrate, Butyrique, Butyrobolet, Butyromètre, Hydroxybutyrique ; Butadiène, Butanal, Butane, Butanoïque, Butanol, Butène, Butyle, Butylone, Butyrique, Phénylbutazone ; voir aussi -tyr(o)- |
| -byme                                                                  | βαθύς(bathús) ; βυθός (buthós), βυσσός (bussós)                                       | Profond ; fond, abîme, fond de la mer | voir bathy- |
| -byss-1                                                                | βαθύς(bathús) ; βυθός (buthós), βυσσός (bussós)                                       | Profond ; fond, abîme, fond de la mer | voir bathy- |
| -byss-2                                                                | βύσσος (bússos)                                                                       | Lin très fin, coton | Byssinose, Byssus |